# Prunus maximowiczii
Il ciliegio coreano (Prunus maximowiczii Rupr., 1856), conosciuto anche come ciliegio di Miyama, è una pianta della famiglia delle Rosacee.

## Descrizione
È un piccolo albero alto fino a 7-8 metri, che produce frutti simili alle ciliegie. Ha fiori bianchi analoghi a quello del ciliegio, ma piuttosto piccoli, che fioriscono in maggio; i frutti, piccoli (5 mm) maturano in agosto.

## Distribuzione e habitat
Presente allo stato selvatico in ampie zone dell'Eurasia (Corea, Cina (Heilong Jiang, Jilin, Liaoning, e Zhejiang), Russia (Chabarovsk, Territorio del Litorale, e Sachalin), Giappone (Hokkaidō, Honshū, e Kyūshū).

## Tassonomia
La specie fu descritta nel 1857 da Franz Josef Ruprecht. Fu successivamente attribuita al genere Cerasus, (oggi considerato un sottogenere di Prunus) da Vladimir Leont'evič Komarov nel 1927.

## Usi
P. maximowiczii è utilizzato in diverse maniere: i frutti come frutta fresca, i fiori sono usati come contorno, preparati in salamoia.
Il legno di P. maximowiczii è molto duro, pesante e di grana fine, è eccellente per incisione e scultura e per costruzione di mobili pregiati, analogamente al nostro ciliegio.
Una tintura verde è ottenuta dalle foglie, e una verdastro-grigia dai frutti.
Per via chimica dall'amigdalina e analoghi contenuti dal legno possono essere derivate sostanze come acido prussico e genisteina.